# Nova Zembla-effect

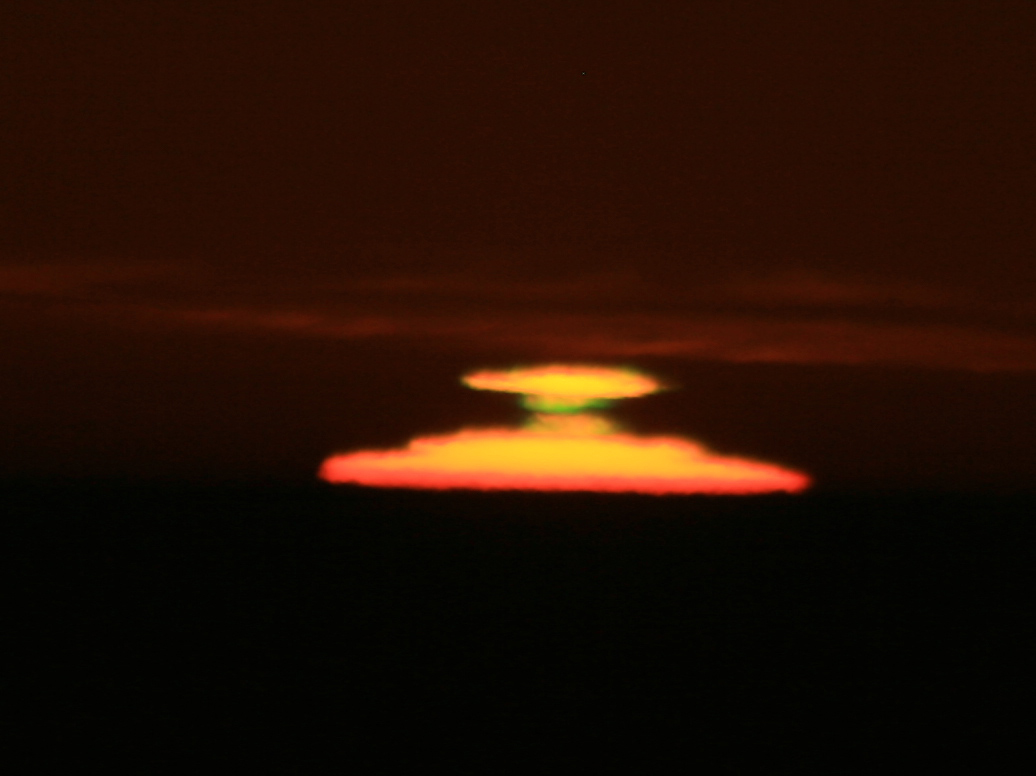
Het Nova Zembla-effect: een vervormd zonsbeeld door luchtspiegeling.

Het Nova Zembla-effect (ook Novaya Zemlya-effect) is een polaire luchtspiegeling veroorzaakt door sterke lichtbreking van zonlicht tussen luchtlagen met snel veranderende temperatuur (thermoclines). Het Nova Zembla-effect wekt de indruk dat de zon eerder opkomt dan astronomisch mogelijk is, door afbuiging van het zonlicht. Afhankelijk van de temperaturen in de atmosfeer verschijnt de zon als een lijn of rechthoek van platte zandloperfiguurtjes. Om de zon ogenschijnlijk 5 graden op te tillen is er een inversielaag nodig van ten minste 400 kilometer. De sterkte van de afbuiging hangt af van de temperatuurgradiënt.
Gerrit de Veer, die deelnam aan Willem Barentsz' mislukte derde poolexpeditie beschreef het Nova Zembla-effect in zijn dagboek als eerste op 24 januari 1597, toen de zon in de poolwinter van Nova Zembla twee weken eerder dan verwacht voor het eerst weer opkwam. De Duitse astronoom en wiskundige Johannes Kepler verklaarde het effect al in 1604 met lichtbreking.

## Verklaring
Het Nova Zembla-effect is een van de drie door de Canadese professor Waldemar H. Lehn onderscheiden arctische luchtspiegelingen (de andere twee zijn het hillingar-effect en het hafgerdingar-effect) die worden veroorzaakt door grote breking van het daglicht tussen atmosferische thermoclines. Het verschijnsel treedt zowel in de Arctis (noordpoolgebied) als de Antarctis (zuidpoolgebied) op.
Het Nova Zembla-effect geeft de illusie dat de zon opkomt voor het moment dat ze (astronomisch gesproken) eigenlijk zou moeten opkomen. Afhankelijk van de meteorologische situatie, zal het effect de zon laten zien als een lijn of een vierkant, bestaande uit afgevlakte zandloperfiguren.
De luchtspiegeling wordt veroorzaakt doordat licht meervoudig wordt gereflecteerd doordat zonnestralen worden afgebogen als gevolg van een inversielaag. Deze inversielaag zorgt ervoor dat bij helder weer de koudere lucht aan het aardoppervlak als lens fungeert en de zonnestralen zo als het ware naar zich toetrekt. Dit gebeurt alleen als de inversielaag een dikte van ten minste 400 kilometer heeft en hangt af van de temperatuurgradiënt van de inversielaag. Het zonlicht moet over ten minste 400 kilometer naar beneden afbuigen naar dezelfde kromming als de aarde om zo een stijging van 5 graden te krijgen, waardoor de zon kan worden gezien.

## Ontdekking
De eerste persoon die het verschijnsel waarnam en beschreef (op Nova Zembla, vandaar de naam) was notariszoon en scheepstimmerman Gerrit de Veer, een lid van de expeditie van Willem Barentsz naar het poolgebied. Hij nam samen met Jacob van Heemskerck de rand van de zon waar op 24 januari 1597, twee weken te vroeg volgens Barentsz (op basis van astronomische berekeningen). De mannen werden echter bij thuiskomst niet geloofd en ze raakten met Robbert Robbertsz. le Canu in een heftig conflict. Ze zouden de verouderde juliaanse kalender hebben gebruikt die 10 dagen achterliep op de in 1582 ingevoerde gregoriaanse kalender. Het verschijnsel werd opnieuw (in lichtere mate) gezien door Shackleton tijdens zijn expeditie naar de zuidpool in 1915. De Canadees Waldemar H. Lehn was in 1979 een van de eersten die door berekening het zonsbeeld konden reproduceren.
De Groningse natuurkundige Siebren van der Werf geeft een uitgebreid overzicht van de geschiedenis en natuurkundige verklaring van het Nova Zembla-effect in zijn boek.

## Gebruikt door Vikingen?
Niet alleen het beeld van de zon kan door het Nova Zembla-effect tot boven de horizon worden getild; hetzelfde kan ook gebeuren met kustlijnen die door hun grote afstand normaliter niet zichtbaar zijn. Waldemar Lehn onderzocht het verschijnsel en kwam na bestudering van de Eiríks saga rauða tot de conclusie dat IJsland en Groenland mogelijk mede werden ontdekt door de Vikingen als gevolg van het Nova Zembla-effect, daar IJsland niet zichtbaar is vanuit Europa (ook niet vanuit de Faeröer) en Groenland (onder normale omstandigheden) niet vanuit IJsland.